# Смітфілд Тауншип (округ Монро, Пенсільванія)
Смітфілд Тауншип (англ. Smithfield Township) — селище (англ. township) в США, в окрузі Монро штату Пенсільванія. Населення — 7967 осіб (2020).

### Клімат
| Клімат : Смітфілд Тауншип | Клімат : Смітфілд Тауншип | Клімат : Смітфілд Тауншип | Клімат : Смітфілд Тауншип | Клімат : Смітфілд Тауншип | Клімат : Смітфілд Тауншип | Клімат : Смітфілд Тауншип | Клімат : Смітфілд Тауншип | Клімат : Смітфілд Тауншип | Клімат : Смітфілд Тауншип | Клімат : Смітфілд Тауншип | Клімат : Смітфілд Тауншип | Клімат : Смітфілд Тауншип | Клімат : Смітфілд Тауншип |
| Показник                  | Січ.                      | Лют.                      | Бер.                      | Квіт.                     | Трав.                     | Черв.                     | Лип.                      | Серп.                     | Вер.                      | Жовт.                     | Лист.                     | Груд.                     | Рік                       |
| Абсолютний максимум, °C   | 20,2                      | 24,8                      | 30,0                      | 34,6                      | 34,7                      | 35,1                      | 37,8                      | 36,9                      | 35,7                      | 31,1                      | 26,2                      | 21,7                      | 37,8                      |
| Середній максимум, °C     | 2,0                       | 4,1                       | 9,1                       | 16,2                      | 21,9                      | 26,4                      | 28,5                      | 27,7                      | 23,7                      | 17,3                      | 11,1                      | 4,4                       | 16,1                      |
| Середня температура, °C   | −3,1                      | −1,4                      | 3,0                       | 9,3                       | 14,9                      | 19,7                      | 22,1                      | 21,3                      | 17,3                      | 10,8                      | 5,4                       | −0,3                      | 9,9                       |
| Середній мінімум, °C      | −8,2                      | −7                        | −3,1                      | 2,4                       | 7,8                       | 13,1                      | 15,7                      | 15,0                      | 10,8                      | 4,3                       | −0,2                      | −5,1                      | 3,8                       |
| Абсолютний мінімум, °C    | −28                       | −22,8                     | −18,2                     | −9,9                      | −2,6                      | 2,4                       | 5,8                       | 3,3                       | −1,2                      | −6,8                      | −14,7                     | −21,9                     | −28                       |
| Норма опадів, мм          | 86                        | 75                        | 92                        | 104                       | 112                       | 114                       | 114                       | 111                       | 125                       | 121                       | 102                       | 103                       | 1260                      |
| Вологість повітря, %      | 69.3                      | 64.2                      | 59.6                      | 57.1                      | 61.5                      | 68.6                      | 68.8                      | 71.6                      | 72.5                      | 70.4                      | 69.3                      | 70.5                      | 67.0                      |
| ------------------------- | ------------------------- | ------------------------- | ------------------------- | ------------------------- | ------------------------- | ------------------------- | ------------------------- | ------------------------- | ------------------------- | ------------------------- | ------------------------- | ------------------------- | ------------------------- |
| Джерело: PRISM            |                           |                           |                           |                           |                           |                           |                           |                           |                           |                           |                           |                           |                           |

## Демографія
Згідно з переписом 2010 року, у селищі мешкало 7357 осіб у 2535 домогосподарствах у складі 1833 родин. Було 3642 помешкання
Расовий склад населення:
| - 78,3 % — білих - 11,7 % — чорних або афроамериканців - 2,9 % — азіатів - 0,3 % — корінних американців - 0,1 % — вихідців з тихоокеанських островів - 3,9 % — осіб інших рас |

До двох чи більше рас належало 2,8 %. Частка іспаномовних становила 12,9 % від усіх жителів.
За віковим діапазоном населення розподілялося таким чином: 21,2 % — особи молодші 18 років, 66,4 % — особи у віці 18—64 років, 12,4 % — особи у віці 65 років та старші. Медіана віку мешканця становила 38,8 року. На 100 осіб жіночої статі у селищі припадало 96,7 чоловіків;  на 100 жінок у віці від 18 років та старших — 93,8 чоловіків також старших 18 років.
Середній дохід на одне домашнє господарство  становив 76 277 доларів США (медіана — 69 198), а середній дохід на одну сім'ю — 85 404 долари (медіана — 77 990). Медіана доходів становила 50 383 долари для чоловіків та 29 600 доларів для жінок. За межею бідності перебувало 13,2 % осіб, у тому числі 23,3 % дітей у віці до 18 років та 10,4 % осіб у віці 65 років та старших.
Цивільне працевлаштоване населення становило 3345 осіб. Основні галузі зайнятості: освіта, охорона здоров'я та соціальна допомога — 21,3 %, мистецтво, розваги та відпочинок — 15,9 %, роздрібна торгівля — 13,6 %.